# مسجد بيبي خانم
مسجد بيبي خانم أو بيبي هانم (بالأوزبكية: Bibi-Xonim masjidi ؛ الفارسية: مسجد بی بی خانم) هو مسجد جامع تاريخي ويقع شرق ميدان ريجستان ويعد أحد أشهر معالم سمرقند في أوزبكستان ويلقب جوهرة سمرقند. بني في 1399م وانتهى في 1403م وسمّي على اسم زوجة تيمورلنك. تعتبر تحفة من روائع عصر النهضة التيمورية، بحلول منتصف القرن العشرين، لم يبق منه سوى أنقاض ضخم، ولكن تم ترميم أجزاء كبيرة من المسجد خلال الفترة السوفيتية.

## الوصف
يبلغ طوله 167 م وعرضه 109 م ويبلغ ارتفاع قبته 40 م بِلونها الفيروزي والتي كانت تعتبر أكبر قبة في العالم الإسلامي وارتفاع المدخل 35 م وبجانبه مئذنتان، ويحيط به سور يقع مسجد بيبي خانم في الجهة الغربية والبوابة في الجهة الشرقية وتتوسطه ساحة طولها 76 م وعرضها 63 م وضم السور مسجدين صغيرين متقابلين في الجهة الجنوبية والشمالية ثم اتصلا مع باقي الأبنية برواق يرتفع على 400 عمود رخامي وتعلوه القباب.

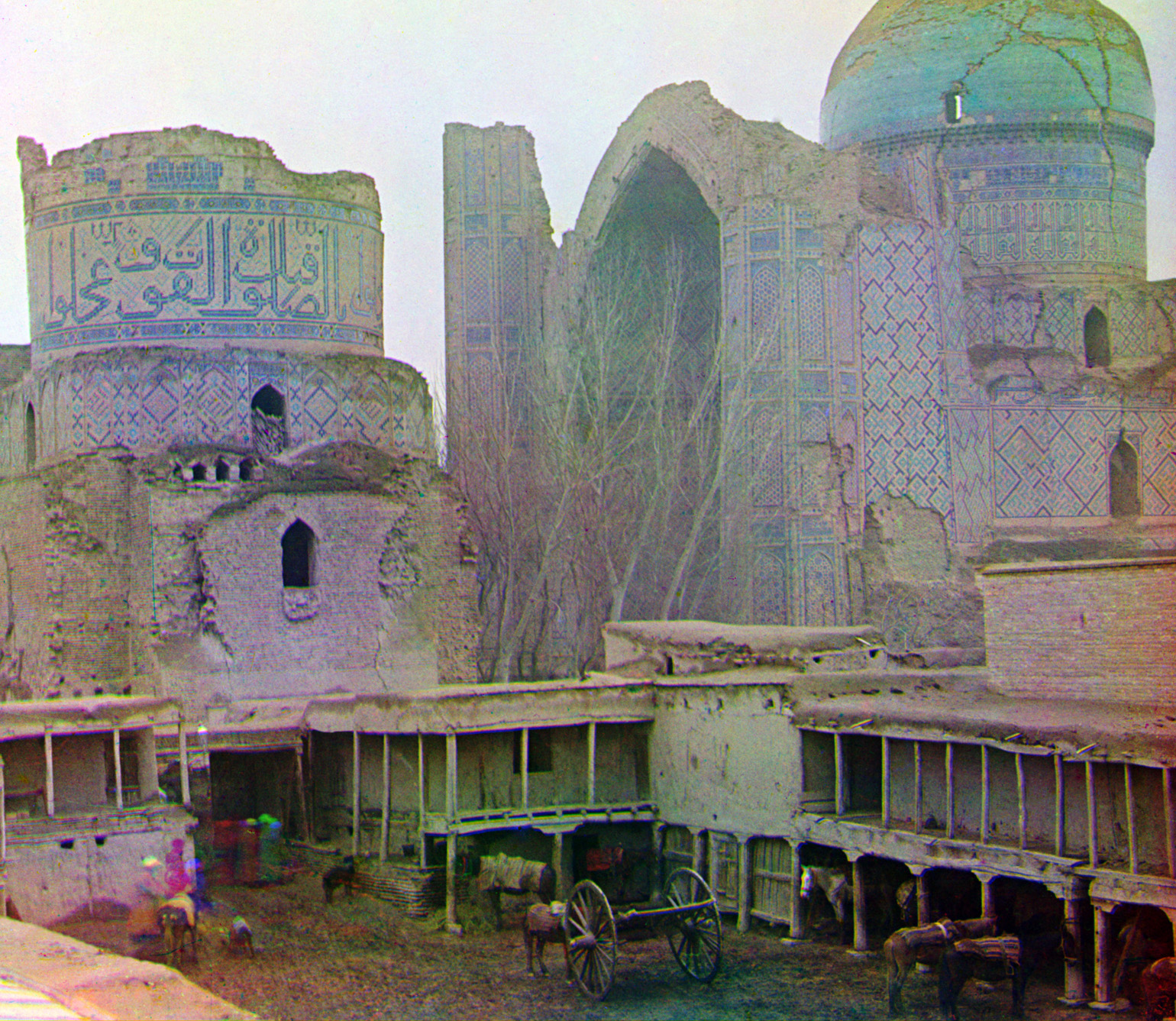
صورة للمسجد التقطها سيرجي بروكودين-غورسكي بين عامي 1905 و1915 يظهر فيها الأضرار التي لحقت بالمسجد جراء زلزال 1897 م

وضع أولوغ بيك في المسجد مسند رخامي للقرآن نقل قيما بعد إلى ساحة المسجد، كان يوضع عليه المصحف العثماني (مخطوطة سمرقند) حتى استولى الروس على سمرقند ونقلوه إلى سانت بطرسبرغ ثم أعيد وتم نقله إلى طشقند.

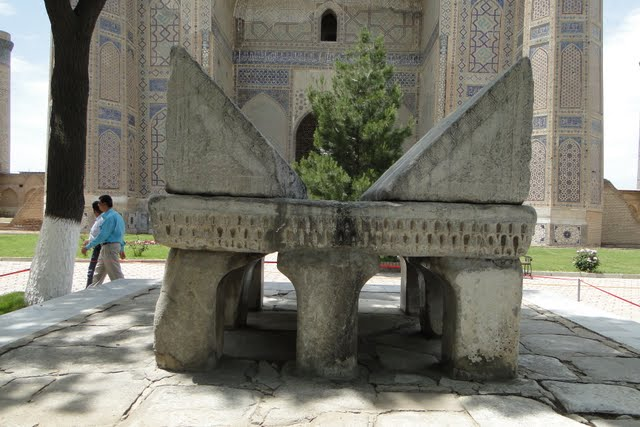
مسند رخامي للقرآن

## معرض الصور

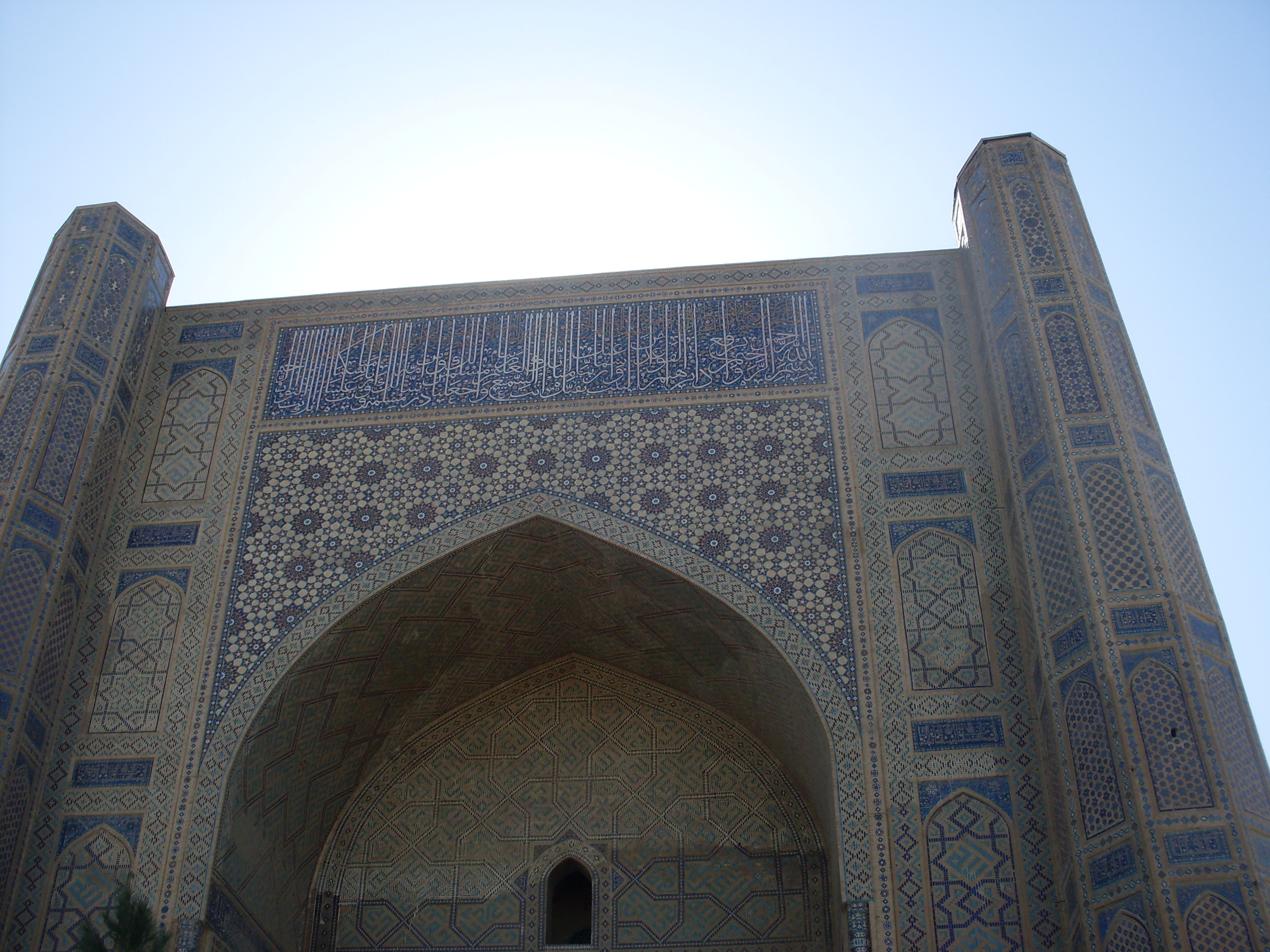
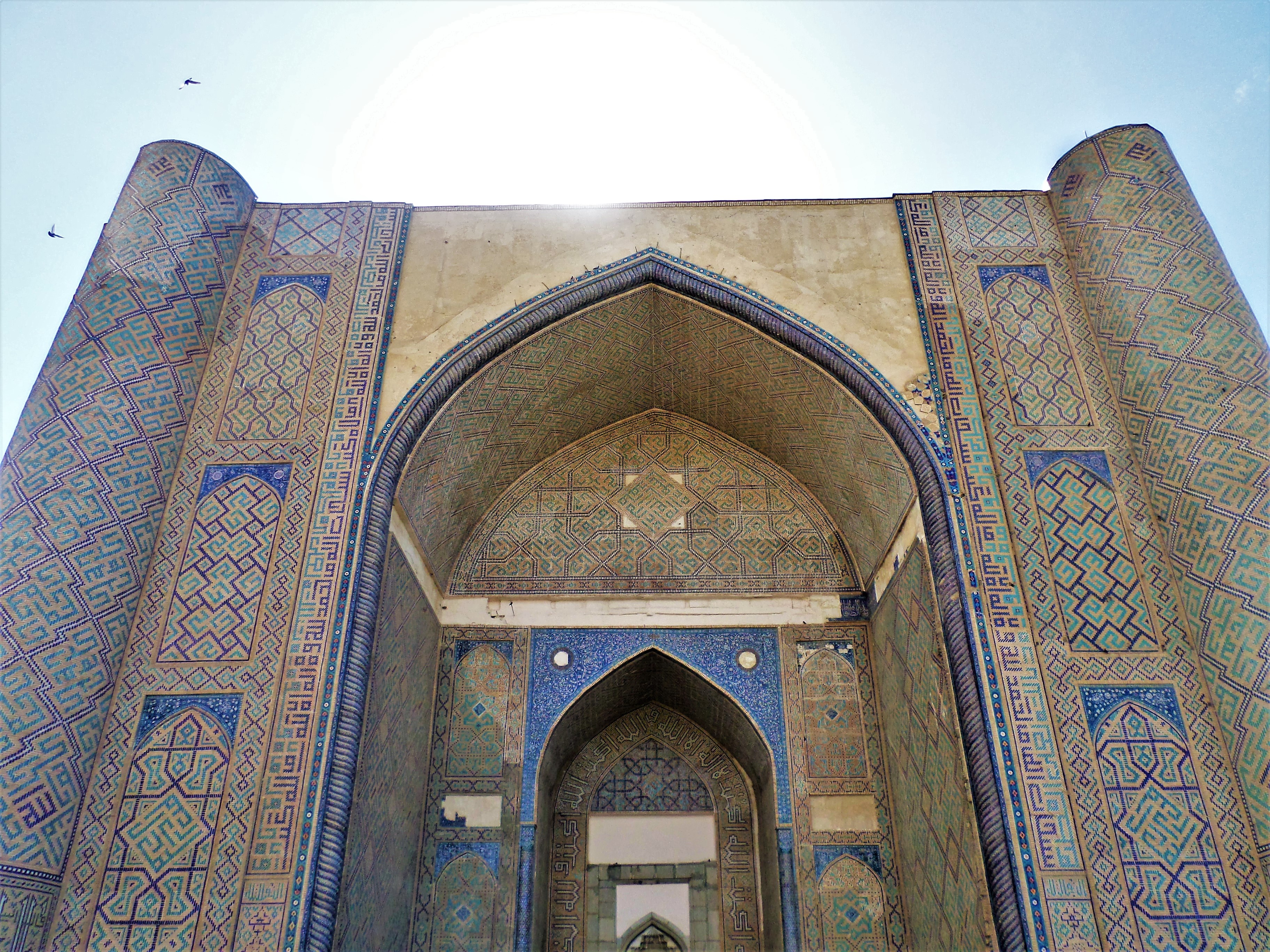
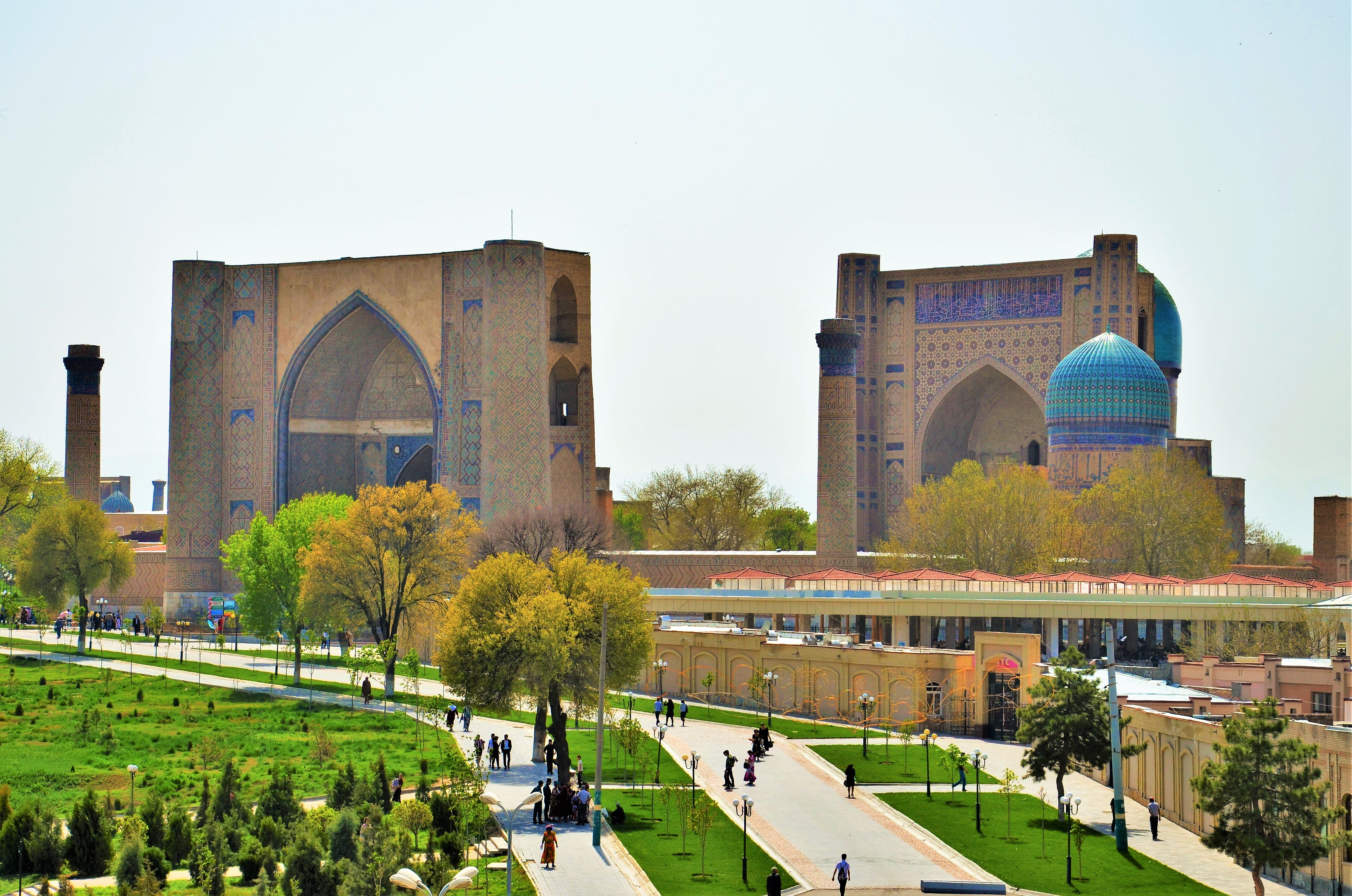

## وصلات خارجية
- Xurshid Davron. Bibixonim qissasi (Khurshid Davron. The narration of the Bibi-Khanum),Tashkent,.1991[وصلة مكسورة]
- Bibi-Khanym Mosque photos and information
- 360° view of the Mosque
- Location of the Mosque
- Square Kufic on the Bibi Khanum Mosque